# Puchar Danii w piłce siatkowej mężczyzn (2020/2021)
Puchar Danii w piłce siatkowej mężczyzn 2020/2021 – 45. sezon rozgrywek o siatkarski Puchar Danii zorganizowany przez Volleyball Danmark. Zainaugurowany został 22 września 2020 roku.
Rozgrywki składały się z 1. rundy, 1/8 finału, ćwierćfinałów, półfinałów, meczu o 3. miejsce oraz finału. Brały w nich udział kluby z VolleyLigaen, 1. division oraz 2. division.
Finał odbył się 27 lutego 2021 roku w Lillebæltshallen w Middelfarcie. Po raz czwarty Puchar Danii zdobył Middelfart VK, który w finale pokonał Gentofte Volley.
MVP (Pokalfighter) finału został Kanadyjczyk Irvan Brar.

## System rozgrywek
Rozgrywki o Puchar Danii w sezonie 2020/2021 składają się z 1. rundy, 1/8 finału, ćwierćfinałów, półfinałów, meczu o 3. miejsce i finału. Przed każdą rundą odbywa się losowanie par. Osiem najlepszych drużyn VolleyLigaen w sezonie 2019/2020 jest rozstawionych. Drużyny rozstawione na miejscach 1-8 nie mogą na siebie trafić przed ćwierćfinałami, natomiast rozstawione na miejscach 1-4 – przed półfinałami. W każdej rundzie o awansie decyduje jedno spotkanie.
W 1. rundzie uczestniczą wszystkie zgłoszone drużyny oprócz zespołów rozstawionych, z tym że część drużyn może otrzymać wolny los, tak aby w 1/8 finału brało udział 16 drużyn. Rozstawione zespoły startują od 1/8 finału.
Gospodarzem spotkania jest drużyna z niższej ligi. Jeżeli obie drużyny są z tej samej klasy rozgrywkowej, o tym, która drużyna będzie gospodarzem, decyduje losowanie.

## Drużyny uczestniczące
| VolleyLigaen (9 drużyn) | VolleyLigaen (9 drużyn) |
| ----------------------- | ----------------------- |
| Aalborg Volley          | ćwierćfinał             |
| Amager VK               | 1/8 finału              |
| ASV Elite               | ćwierćfinał             |
| Gentofte Volley         | 2. miejsce              |
| Hvidovre VK             | 1/8 finału              |
| Marienlyst Odense       | ćwierćfinał             |
| Middelfart VK           | 1. miejsce              |
| Nordenskov UIF          | 4. miejsce              |
| VK Vestsjælland         | 3. miejsce              |

| 1. division (8 drużyn) | 1. division (8 drużyn) |
| ---------------------- | ---------------------- |
| Amager VK 2            | ćwierćfinał            |
| ASV Aarhus 3           | 1/8 finału             |
| DHV Odense             | 1. runda               |
| DTU Volley             | 1/8 finału             |
| Frederiksberg Volley   | 1/8 finału             |
| Gentofte Volley 2      | 1/8 finału             |
| Hvidovre VK 2          | 1/8 finału             |
| Ikast KFUM             | 1/8 finału             |

| 2. division (1 drużyna) | 2. division (1 drużyna) |
| ----------------------- | ----------------------- |
| VK Vestsjælland 2       | 1. runda                |

### Drużyny rozstawione
| Nr | Drużyna           |
| -- | ----------------- |
| 1  | Gentofte Volley   |
| 2  | Nordenskov UIF    |
| 3  | ASV Elite         |
| 4  | Hvidovre VK       |
| 5  | Middelfart VK     |
| 6  | Marienlyst Odense |
| 7  | Aalborg Volley    |
| 8  | VK Vestsjælland   |

## Rozgrywki

### 1. runda
| 22.09.2020 20:00 (UTC+2) | ASV Aarhus 3 | 3:2 (22:25, 25:20, 14:25, 29:27, 16:14) | DHV Odense | Ceres Park & Arena – Hal 2, Aarhus Widzów: 105 Sędziowie: Henrik Bjorholm i Flemming Munk |

| 24.09.2020 18:45 (UTC+2) | VK Vestsjælland 2 | 1:3 (23:25, 27:25, 23:25, 24:26) | Amager VK | Korsør Hallen, Korsør Widzów: 50 Sędziowie: Carsten B. Nielsen i Olaf Jørs |

### 1/8 finału
| 07.10.2020 20:30 (UTC+2) | Hvidovre VK 2 | 0:3 (17:25, 18:25, 15:25) | Gentofte Volley | Frihedens Idrætscenter – Boldhal, Hvidovre Widzów: 110 Sędziowie: Michael Andersen i Tim Poulsen |

| 11.10.2020 16:00 (UTC+2) | DTU Volley | 0:3 (11:25, 18:25, 14:25) | Nordenskov UIF | Engelsborghallen, Kongens Lyngby Widzów: 0 Sędziowie: Tim Poulsen i Ayhan Günes Soleil |

| 13.10.2020 20:00 (UTC+2) | ASV Aarhus 3 | 0:3 (21:25, 17:25, 18:25) | Marienlyst Odense | Ceres Park & Arena – Hal 2, Aarhus Widzów: 105 Sędziowie: Jørgen Gramstrup i Carsten Høll Kristensen |

| 15.10.2020 20:15 (UTC+2) | Ikast KFUM | 0:3 (19:25, 26:28, 19:25) | ASV Elite | Hyldgårdsskolen – Hal B, Ikast Widzów: 153 Sędziowie: Morten Engborg Klein i Jan Søgaard |

| 16.10.2020 19:00 (UTC+2) | Amager VK | 1:3 (14:25, 13:25, 25:21, 17:25) | Middelfart VK | Sundby Idrætspark – Hal 2, Kopenhaga Widzów: 27 Sędziowie: Sten Storgaard i Michael Andersen |

| 18.10.2020 11:30 (UTC+2) | Gentofte Volley 2 | 0:3 (25:27, 21:25, 27:29) | Aalborg Volley | Kildeskovshallen – Hal 1, Gentofte Widzów: 120 Sędziowie: Morten Andersen i Sten Storgaard |

| 18.10.2020 12:00 (UTC+2) | Amager VK 2 | 3:2 (25:21, 22:25, 25:23, 22:25, 15:13) | Hvidovre VK | Sundby Idrætspark – Hal 2, Kopenhaga Widzów: 20 Sędziowie: Olaf Jørs i Ayhan Günes Soleil |

| 04.11.2020 19:30 (UTC+1) | Frederiksberg Volley | 1:3 (17:25, 18:25, 25:23, 20:25) | VK Vestsjælland | Bülowsvejhallen, Frederiksberg Widzów: 75 Sędziowie: Jan Herneth i Michael Andersen |

### Ćwierćfinały
| 19.11.2020 19:00 (UTC+1) | Amager VK 2 | 1:3 (25:22, 13:25, 20:25, 15:25) | Gentofte Volley | Sundby Idrætspark – Hal 2, Kopenhaga Widzów: 84 Sędziowie: Flemming Munk i Tim Poulsen |

| 21.11.2020 16:00 (UTC+1) | Nordenskov UIF | 3:0 (25:21, 25:22, 25:19) | Aalborg Volley | Helle Hallen, Årre Widzów: 136 Sędziowie: Tim Poulsen i Olaf Jørs |

| 21.11.2020 16:30 (UTC+1) | ASV Elite | 1:3 (20:25, 25:20, 14:25, 21:25) | VK Vestsjælland | Ceres Park & Arena – Hal 2, Aarhus Widzów: 162 Sędziowie: Michael Andersen i Carsten Høll Kristensen |

| 22.11.2020 16:00 (UTC+1) | Middelfart VK | 3:1 (21:25, 25:19, 25:23, 25:14) | Marienlyst Odense | Lillebæltshallen A, Middelfart Widzów: 192 Sędziowie: Michael Andersen i Morten Engborg Klein |

### Półfinały
| 06.02.2021 14:00 (UTC+1) | Middelfart VK | 3:0 (25:22, 25:11, 25:15) | VK Vestsjælland | Lillebæltshallen A, Middelfart Widzów: 0 Sędziowie: Rasmus Birkholm Jess i Jørgen Gramstrup |

| 06.02.2021 15:00 (UTC+1) | Gentofte Volley | 3:0 (27:25, 25:23, 25:21) | Nordenskov UIF | Kildeskovshallen – Hal 1, Gentofte Widzów: 0 Sędziowie: Morten Andersen i Flemming Munk |

### Mecz o 3. miejsce
| 25.02.2021 19:45 (UTC+1) | VK Vestsjælland | 3:0 (25:18, 25:22, 25:19) | Nordenskov UIF | Korsør Hallen, Korsør Widzów: 0 Sędziowie: Jan Herneth i Carsten Høll Kristensen |

### Finał
| 27.02.2021 16:00 (UTC+1) | Middelfart VK | 3:0 (25:18, 25:20, 26:24) | Gentofte Volley | Lillebæltshallen A, Middelfart Widzów: 0 Sędziowie: Morten Engborg Klein i Tim Poulsen |